# 楠賞
楠賞（くすのきしょう）は、兵庫県競馬組合が施行する地方競馬の重賞競走である。正式名称は「デイリースポーツ杯 楠賞」。

## 概要

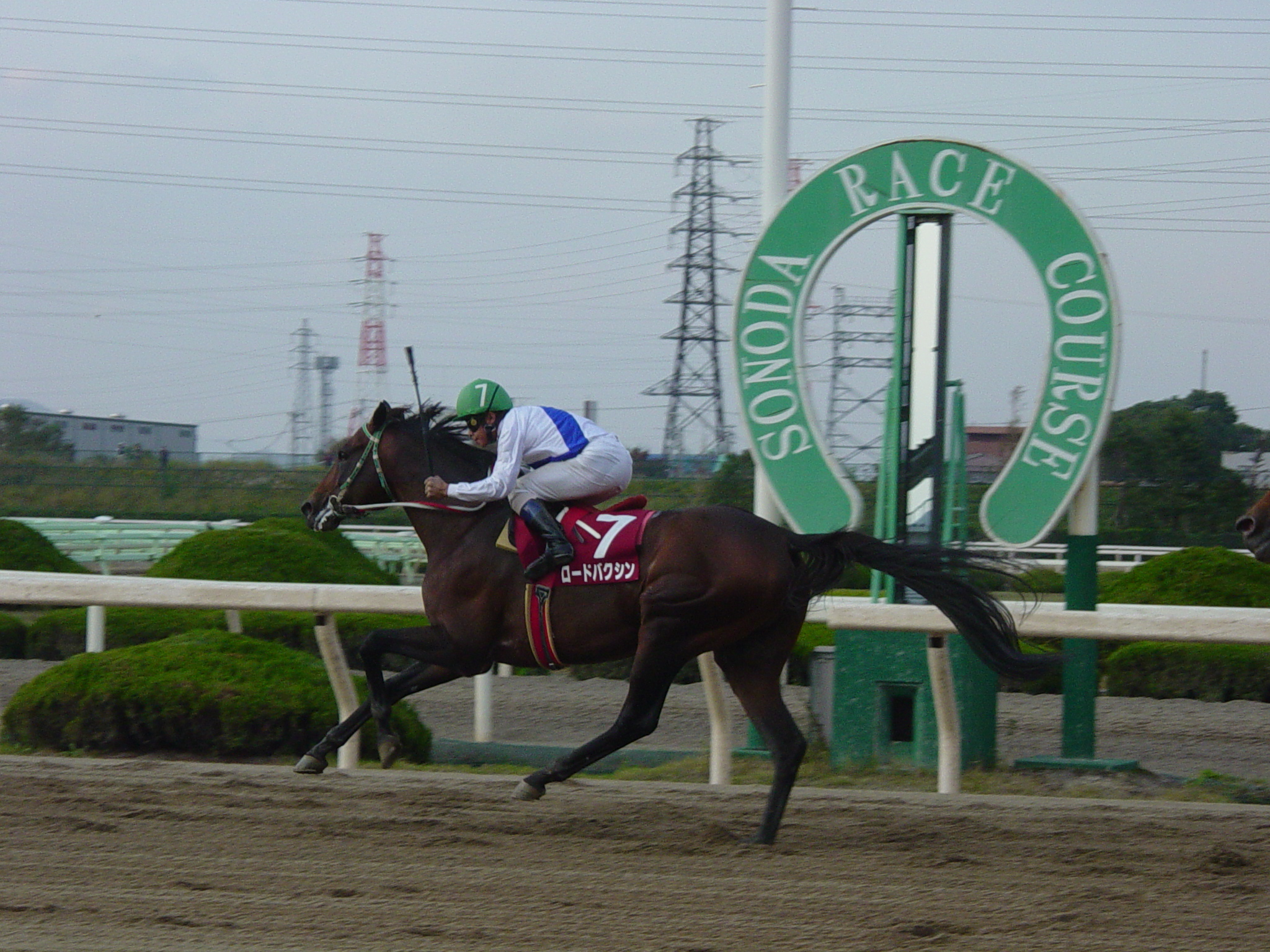
2004年、サラ系移行後初めての優勝馬ロードバクシン（岩田康誠）

兵庫県の木であるクスノキに由来するこの競走は、2003年までアングロアラブ3歳（旧4歳）の全国交流競走で、事実上アラブ版の日本ダービーとも言われた「楠賞全日本アラブ優駿」（2003年は「兵庫アラブ優駿」）として開催されていた。しかし、兵庫県競馬の名物だった楠賞はアラブ系の規模縮小に伴い、サラ系3歳以上の1700メートルで行われる事となった。
2004年から2007年はサラブレッド系の競走移行後の楠賞は兵庫県競馬デビューし、かつJRAを含む他地区に移籍経験の無い馬のみの限定競走となっており、JRAからの移籍馬が多く所属する兵庫県では最も出走馬の層が薄くなる重賞であった（兵庫県競馬組合#リミテッド競走参照）。2009年から距離が1870メートルに延長された。
2008年のみ、3歳馬限定競走 (県内デビューの制限なし) として、11月3日のJBC競走当日の前座レースとして行われた。
2012年の開催を最後に休止されていたが、2018年に6年ぶりに開催される。条件はサラブレッド系3歳、地方全国交流で、距離は1400mに短縮された。再開された2018年の優勝賞金は600万円だったが、翌2019年の第53回は1000万円に増額された。
2020年からは、第53回の倍額となる、優勝賞金2000万円に増額された。また同年より神戸新聞社が発行するスポーツ新聞デイリースポーツより寄贈賞を受け、レース名が「デイリースポーツ賞 楠賞」となる。2022年から名称が「デイリースポーツ杯 楠賞」となった。

### 条件・賞金（2024年）
出走条件
サラブレッド系3歳、地方全国交流で他地区所属馬の出走枠は5頭。
負担重量
定量。牡・騸56kg、牝54kg
賞金額
1着2000万円、2着700万円、3着400万円、4着300万円、5着200万円
優先出走権付与
1着馬に兵庫ゴールドトロフィーの優先出走権が与えられる

## 歴代優勝馬
2004年以降は全て園田競馬場ダートコースで施行。
| 回数   | 施行日         | 距離  | 優勝馬             | 性齢 | 所属   | タイム | 優勝騎手   | 管理調教師 |
| ------ | -------------- | ----- | ------------------ | ---- | ------ | ------ | ---------- | ---------- |
| 第43回 | 2004年11月3日  | 1700m | ロードバクシン     | 牡6  | 園田   | 1:50.7 | 岩田康誠   | 曾和直榮   |
| 第44回 | 2005年11月3日  | 1700m | アクティブワンダー | 牝5  | 西脇   | 1:53.6 | 松浦政宏   | 戸田山孝次 |
| 第45回 | 2006年11月1日  | 1700m | ロードバクシン     | 牡8  | 園田   | 1:51.0 | 有馬澄男   | 曾和直榮   |
| 第46回 | 2007年11月1日  | 1700m | ジョイーレ         | 牡4  | 園田   | 1:53.5 | 川原正一   | 曾和直榮   |
| 第47回 | 2008年11月3日  | 1700m | バンバンバンク     | 牡3  | 園田   | 1:51.0 | 木村健     | 田中範雄   |
| 第48回 | 2009年11月4日  | 1870m | チャンストウライ   | 牡6  | 西脇   | 2:03.1 | 下原理     | 寺嶋正勝   |
| 第49回 | 2010年11月11日 | 1870m | バンバンバンク     | 牡5  | 園田   | 2:01.3 | 木村健     | 田中範雄   |
| 第50回 | 2011年11月16日 | 1870m | ホクセツサンデー   | 牡3  | 園田   | 2:02.2 | 田中学     | 田中範雄   |
| 第51回 | 2012年11月23日 | 1870m | ハイパーフォルテ   | 牡5  | 西脇   | 2:03.3 | 田中学     | 平松徳彦   |
| 第52回 | 2018年11月14日 | 1400m | ソイカウボーイ     | 牡3  | 北海道 | 1:28.6 | 川原正一   | 田中淳司   |
| 第53回 | 2019年11月14日 | 1400m | リンゾウチャネル   | 牡3  | 北海道 | 1:28.6 | 五十嵐冬樹 | 堂山芳則   |
| 第54回 | 2020年11月4日  | 1400m | サロルン           | 牡3  | 船橋   | 1:27.8 | 赤岡修次   | 岡林光浩   |
| 第55回 | 2021年11月2日  | 1400m | イグナイター       | 牡3  | 園田   | 1:28.2 | 田中学     | 新子雅司   |
| 第56回 | 2022年11月2日  | 1400m | エコロクラージュ   | 牡3  | 園田   | 1:29.6 | 吉村智洋   | 保利良平   |
| 第57回 | 2023年11月1日  | 1400m | ボヌールバローズ   | 牝3  | 小林   | 1:28.5 | 吉原寛人   | 福永敏     |
| 第58回 | 2024年11月7日  | 1400m | フジユージーン     | 牡3  | 水沢   | 1:29.7 | 村上忍     | 瀬戸幸一   |

#### 各回競走結果の出典
- 楠賞　歴代優勝馬 - 地方競馬全国協会
- JBISサーチ
  - 2004年，2005年，2006年，2007年，2008年，2009年，2010年，2011年，2012年，2018年，2019年，2020年，2021年，2022年，2023年，2024年